# Jürgen Schubert
Jürgen Schubert (* 24. Januar 1950) ist ein ehemaliger deutscher Fußballspieler. In den 1970er Jahren war er in der DDR-Oberliga, der höchsten Spielklasse im DDR-Fußball, für die BSG Chemie Leipzig und den 1. FC Lokomotive Leipzig aktiv.

## Sportliche Laufbahn
Bis 1965 spielte Jürgen Schubert im Nachwuchsbereich der Betriebssportgemeinschaft (BSG) Traktor im Leipziger Vorort Taucha. Danach wurde er Nachwuchsspieler bei der BSG Chemie Leipzig. Im Rahmen seines Wehrdienstes bei der Nationalen Volksarmee bestritt er seine ersten Punktspiele im höherklassigen Fußball, als er in der Saison 1969/70 zwei DDR-Liga-Spiele mit der Armeesportgemeinschaft Vorwärts Meiningen absolvierte. Nach Beendigung seines Wehrdienstes kehrte er im November 1970 zu Chemie Leipzig zurück. Dort wurde er zunächst in der DDR-Liga-Mannschaft Chemie II in zwölf Punktspielen eingesetzt. Als in der Rückrunde der Saison 1970/71 zwei Oberliga-Stürmer gleichzeitig ausfielen, wurde Schubert in den restlichen sechs Oberligaspielen im Angriff aufgeboten. Da die 1. Mannschaft am Saisonende in die DDR-Liga absteigen musste, verbrachte Schubert die Spielzeit 1971/72 wieder in der Zweitklassigkeit. Mit 19 Punktspieleinsätzen mit fünf Toren und acht Spielen und einem Tor in den Aufstiegsspielen war er maßgeblich an der sofortigen Rückkehr in die Oberliga beteiligt. In den folgenden zwei Oberligaspielzeiten behielt Schubert seinen Stammplatz in der Oberligamannschaft. Da die BSG Chemie 1974 erneut abstieg und der Stürmer des Lokalrivalen und Oberligisten 1. FC Lokomotive Leipzig Hans-Bert Matoul überraschend seine Laufbahn beendete, wechselte Schubert zur Saison 1974/75 zum 1. FC Lok. Auch dort eroberte er sich wieder einen Stammplatz als Stürmer, kam aber in seinen 22 Oberligaspielen nur auf zwei Tore. 1975/76 fiel er mehrere Spieltage aus und kam nur auf 15 Oberligaeinsätze und wieder nur zu zwei Toren. In der Saison 1976/77 war er beim 1. FC Lok nur noch Ersatzspieler und wurde in der Hinrunde nur zweimal als Einwechselspieler eingesetzt. Zum Start der Rückrunde schloss sich Schubert wieder der BSG Chemie Leipzig an. Diese spielte nach einem neuerlichen Abstieg wieder in der DDR-Liga, und in den restlichen elf Punktspielen kam Schubert in sieben Partien zum Einsatz, in denen er vier Tore erzielte. Die BSG Chemie blieb noch zwei weitere Spielzeiten zweitklassig, in denen Schubert besonders 1977/78 erfolgreich war. Er verpasste nur ein Punktspiel und wurde mit seinen neun Treffern bester Torschütze der Chemie-Mannschaft. 1978/79 war er mit 17 Punktspiel- und sechs Aufstiegsspieleinsätzen am Wiederaufstieg in die Oberliga beteiligt. Anschließend bestritt Schubert seine letzte Saison in der Oberliga. Dabei war er 1979/80 mit 24 absolvierten Spielen im Angriff bzw. im Mittelfeld noch einmal Stammspieler der Chemiker. Diese schafften nicht den Klassenerhalt und kehrten für weitere drei Jahre in die DDR-Liga zurück. Schubert bestritt noch zwei Spielzeiten, in denen er aber nur noch jeweils sieben Ligaspiele bestritt. Nach Abschluss der Saison 1981/82 beendete er seine Laufbahn im Leistungsfußball. Dort war er dreizehn Spielzeiten lang aktiv gewesen, in denen er 114 Oberligaspiele mit 13 Torerfolgen und 90 DDR-Liga-Spiele (23 Tore) absolviert hatte.